# Rollin' Stone
«Rollin' Stone» es el primer sencillo del cantante estadounidense de blues Muddy Waters lanzado en 1948. La canción fue escrita por Muddy Waters, acreditada con su verdadero nombre McKinley Morganfield, y grabada en los estudios de la Chess Records, en Chicago, Illinois en 1948. Éste fue el primer sencillo editado por la discográfica Chess Records, y contó con la producción de Phil y Leonard Chess, fundadores de dicha compañía.
El tema era una versión "reconstruida" de "Catfish Blues", del bluesman del Misisipi Robert Petway, pero a diferencia de su antecesor, en éste Waters hacía uso de la guitarra eléctrica. Se convirtió en un gran éxito en los Estados Unidos y en palabras de Bill Janovitz de All Music Guide, "es el nexo entre el Delta blues de Robert Johnson, el blues eléctrico urbano de Chicago escuchado en las grabaciones de la Chess Records y el rock and roll".
Su influencia es significativa, escuchándose en las grabaciones de bandas como Led Zeppelin y The Rolling Stones, que tomaron su nombre del título de la canción, además de ser la inspiración de una de las composiciones más famosas de Bob Dylan, "Like a Rolling Stone", y darle nombre a la prestigiosa revista estadounidense de música: Rolling Stone, que en el 2004 colocó en el puesto número 459 en su lista de Las 500 mejores canciones de la historia.